# Olympische Winterspiele 1992/Skilanglauf

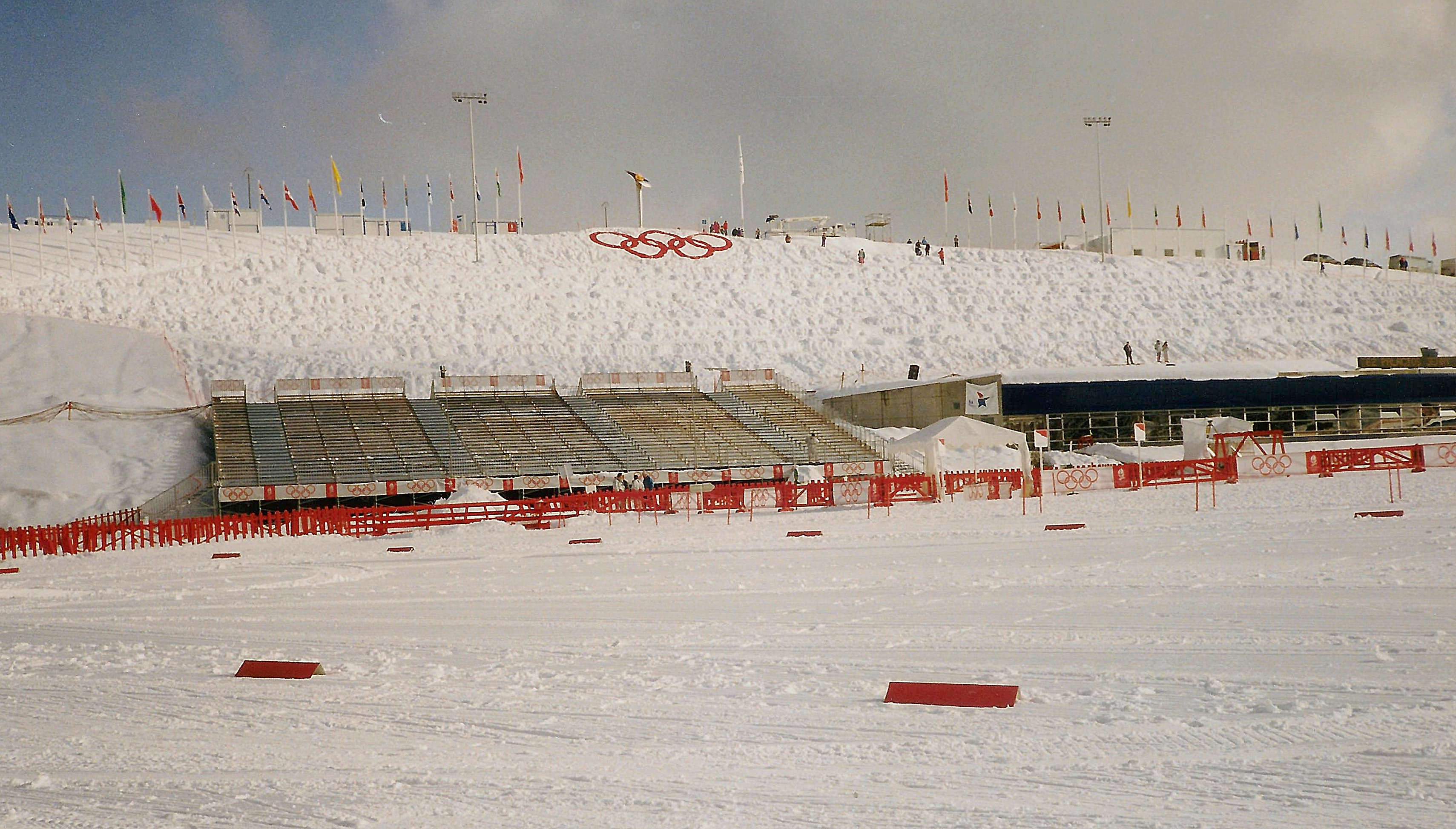
Skilanglaufstadion in Les Saisies während Albertville 1992

Bei den XVII. Olympischen Spielen 1992 in Albertville fanden zehn Wettbewerbe im Skilanglauf statt. Austragungsort war das Skistadion von Les Saisies in einer Höhe von 1604 m auf dem Gemeindegebiet von Hauteluce. Erstmals auf dem Programm standen die Verfolgungsrennen, je eines für Männer und Frauen.
Bei den Männern ragten die beiden Norweger Bjørn Dæhlie und Vegard Ulvang heraus. Sie gewannen je zwei der insgesamt vier Einzelrennen und dazu noch gemeinsam mit zwei weiteren ihrer Landsleute die Staffel, sodass alle Goldmedaillen an Norwegen gingen. Bei den Frauen gewann Ljubow Jegorowa drei Gold- und zwei Silbermedaillen – u. a. auch mit der Staffel ihres Landes.

## Bilanz

### Medaillenspiegel
| Platz  | Land           | Gold | Silber | Bronze | Gesamt |
| ------ | -------------- | ---- | ------ | ------ | ------ |
| 1      | Norwegen       | 5    | 3      | 1      | 9      |
| 2      | Vereintes Team | 3    | 2      | 4      | 9      |
| 3      | Italien        | 1    | 4      | 3      | 8      |
| 4      | Finnland       | 1    | 1      | 1      | 3      |
| 5      | Schweden       | –    | –      | 1      | 1      |
| Gesamt | Gesamt         | 10   | 10     | 10     | 30     |

### Medaillengewinner
Männer
| Disziplin         | Gold                                                             | Silber                                                               | Bronze                                                             |
| ----------------- | ---------------------------------------------------------------- | -------------------------------------------------------------------- | ------------------------------------------------------------------ |
| 10 km klassisch   | Vegard Ulvang (NOR)                                              | Marco Albarello (ITA)                                                | Christer Majbäck (SWE)                                             |
| 15 km Verfolgung  | Bjørn Dæhlie (NOR)                                               | Vegard Ulvang (NOR)                                                  | Giorgio Vanzetta (ITA)                                             |
| 30 km klassisch   | Vegard Ulvang (NOR)                                              | Bjørn Dæhlie (NOR)                                                   | Terje Langli (NOR)                                                 |
| 50 km Freistil    | Bjørn Dæhlie (NOR)                                               | Maurilio De Zolt (ITA)                                               | Giorgio Vanzetta (ITA)                                             |
| 4 × 10 km Staffel | NorwegenBjørn Dæhlie Terje Langli Kristen Skjeldal Vegard Ulvang | ItalienMarco Albarello Silvio Fauner Giuseppe Puliè Giorgio Vanzetta | FinnlandJari Isometsä Harri Kirvesniemi Mika Kuusisto Jari Räsänen |

Frauen
| Disziplin        | Gold                                                                         | Silber                                                                     | Bronze                                                                    |
| ---------------- | ---------------------------------------------------------------------------- | -------------------------------------------------------------------------- | ------------------------------------------------------------------------- |
| 5 km klassisch   | Marjut Lukkarinen (FIN)                                                      | Ljubow Jegorowa (EUN)                                                      | Jelena Välbe (EUN)                                                        |
| 10 km Verfolgung | Ljubow Jegorowa (EUN)                                                        | Stefania Belmondo (ITA)                                                    | Jelena Välbe (EUN)                                                        |
| 15 km klassisch  | Ljubow Jegorowa (EUN)                                                        | Marjut Lukkarinen (FIN)                                                    | Jelena Välbe (EUN)                                                        |
| 30 km Freistil   | Stefania Belmondo (ITA)                                                      | Ljubow Jegorowa (EUN)                                                      | Jelena Välbe (EUN)                                                        |
| 4 × 5 km Staffel | Vereintes TeamLjubow Jegorowa Larissa Lasutina Raissa Smetanina Jelena Välbe | NorwegenTrude Dybendahl Elin Nilsen Inger Helene Nybråten Solveig Pedersen | ItalienStefania Belmondo Manuela Di Centa Gabriella Paruzzi Bice Vanzetta |

## Ergebnisse Männer

### 10 km klassisch
| Platz | Land | Athlet            | Zeit (min) |
| ----- | ---- | ----------------- | ---------- |
| 1     | NOR  | Vegard Ulvang     | 27:36,0    |
| 2     | ITA  | Marco Albarello   | 27:55,2    |
| 3     | SWE  | Christer Majbäck  | 27:56,4    |
| 4     | NOR  | Bjørn Dæhlie      | 28:01,6    |
| 5     | SWE  | Niklas Jonsson    | 28:03,1    |
| 6     | FIN  | Harri Kirvesniemi | 28:23,3    |
| 7     | ITA  | Giorgio Vanzetta  | 28:26,9    |
| 8     | AUT  | Alois Stadlober   | 28:27,5    |
| 9     | SWE  | Torgny Mogren     | 28:37,8    |
| 10    | ITA  | Silvio Fauner     | 28:53,8    |
|       |      |                   |            |
| 19    | AUT  | Alexander Marent  | 29:49,9    |
| 24    | GER  | Jochen Behle      | 29:58,2    |
| 29    | GER  | Torald Rein       | 30:25,1    |
| 31    | GER  | Johann Mühlegg    | 30:29,4    |
| 32    | GER  | Janko Neuber      | 30:29,8    |
| 34    | AUT  | Markus Gandler    | 30:35,6    |
| 35    | AUT  | Andreas Ringhofer | 30:42,5    |
| 44    | SUI  | Giachem Guidon    | 31:23,9    |
| 45    | LIE  | Markus Hasler     | 31:27,0    |
| 49    | SUI  | André Jungen      | 31:41,2    |
| 50    | SUI  | Hans Diethelm     | 31:41,8    |

Datum: 13. Februar 1992, 10:00 Uhr 
Höhendifferenz: 87 m; Maximalanstieg: 61 m; Totalanstieg: 425 m 
110 Teilnehmer aus 39 Ländern, alle in der Wertung.

### 15 km Verfolgung Freistil
| Platz | Land | Athlet            | Zeit (h)  |
| ----- | ---- | ----------------- | --------- |
| 1     | NOR  | Bjørn Dæhlie      | 1:05:37,9 |
| 2     | NOR  | Vegard Ulvang     | 1:06:31,3 |
| 3     | ITA  | Giorgio Vanzetta  | 1:06:32,3 |
| 4     | ITA  | Marco Albarello   | 1:06:33,3 |
| 5     | SWE  | Torgny Mogren     | 1:06:37,4 |
| 6     | SWE  | Christer Majbäck  | 1:07:17,0 |
| 7     | ITA  | Silvio Fauner     | 1:07:34,9 |
| 8     | EUN  | Wladimir Smirnow  | 1:07:35,8 |
| 9     | SWE  | Henrik Forsberg   | 1:07:52,4 |
| 10    | AUT  | Alois Stadlober   | 1:07:57,6 |
|       |      |                   |           |
| 16    | GER  | Johann Mühlegg    | 1:08:37,8 |
| 21    | GER  | Torald Rein       | 1:09:24,1 |
| 23    | GER  | Janko Neuber      | 1:09:46,4 |
| 24    | AUT  | Andreas Ringhofer | 1:09:49,9 |
| 27    | AUT  | Alexander Marent  | 1:09:56,2 |
| 28    | AUT  | Markus Gandler    | 1:10:07,8 |
| 31    | SUI  | André Jungen      | 1:10:38,0 |
| 34    | SUI  | Giachem Guidon    | 1:10:46,6 |
| 36    | LIE  | Markus Hasler     | 1:11:02,9 |
| 44    | SUI  | Hans Diethelm     | 1:12:17,1 |

Datum: 15. Februar 1992, 10:00 Uhr 
Höhendifferenz: 112 m; Maximalanstieg: 67 m; Totalanstieg: 615 m 
102 Teilnehmer aus 39 Ländern, davon 99 in der Wertung.

### 30 km klassisch
| Platz | Land | Athlet            | Zeit (h)  |
| ----- | ---- | ----------------- | --------- |
| 1     | NOR  | Vegard Ulvang     | 1:22:27,8 |
| 2     | NOR  | Bjørn Dæhlie      | 1:23:14,0 |
| 3     | NOR  | Terje Langli      | 1:23:42,5 |
| 4     | ITA  | Marco Albarello   | 1:23:55,7 |
| 5     | NOR  | Erling Jevne      | 1:24:07,7 |
| 6     | SWE  | Christer Majbäck  | 1:24:12,1 |
| 7     | SWE  | Niklas Jonsson    | 1:25:17,6 |
| 8     | SWE  | Jyrki Ponsiluoma  | 1:25:24,4 |
| 9     | EUN  | Wladimir Smirnow  | 1:25:27,6 |
| 10    | FIN  | Harri Kirvesniemi | 1:25:28,5 |
|       |      |                   |           |
| 15    | GER  | Jochen Behle      | 1:25:59,8 |
| 19    | AUT  | Alois Stadlober   | 1:26:22,7 |
| 22    | AUT  | Alexander Marent  | 1:27:34,4 |
| 25    | SUI  | Giachem Guidon    | 1:28:44,5 |
| 28    | GER  | Holger Bauroth    | 1:28:58,1 |
| 29    | AUT  | Alois Schwarz     | 1:29:06,1 |
| 30    | GER  | Torald Rein       | 1:29:08,5 |
| 36    | SUI  | Hans Diethelm     | 1:30:13,2 |
| 39    | AUT  | Martin Standmann  | 1:30:26,8 |
| 43    | LIE  | Markus Hasler     | 1:31:03,3 |
| 47    | GER  | Janko Neuber      | 1:31:57,8 |

Datum: 10. Februar 1992, 10:00 Uhr 
Höhendifferenz: 112 m; Maximalanstieg: 61 m; Totalanstieg: 1134 m 
87 Teilnehmer aus 34 Ländern, davon 82 in der Wertung.

### 50 km Freistil
| Platz | Land | Athlet             | Zeit (h)  |
| ----- | ---- | ------------------ | --------- |
| 1     | NOR  | Bjørn Dæhlie       | 2:03:41,5 |
| 2     | ITA  | Maurilio De Zolt   | 2:04:39,1 |
| 3     | ITA  | Giorgio Vanzetta   | 2:06:42,1 |
| 4     | EUN  | Alexei Prokurorow  | 2:07:06,1 |
| 5     | FRA  | Hervé Balland      | 2:07:17,7 |
| 6     | TCH  | Radim Nyč          | 2:07:41,5 |
| 7     | GER  | Johann Mühlegg     | 2:07:45,2 |
| 8     | TCH  | Pavel Benc         | 2:08:13,6 |
| 9     | NOR  | Vegard Ulvang      | 2:08:21,5 |
| 10    | ITA  | Gianfranco Polvara | 2:09:27,8 |
|       |      |                    |           |
| 15    | SUI  | Giachem Guidon     | 2:10:55,0 |
| 26    | GER  | Holger Bauroth     | 2:13:49,8 |
| 29    | GER  | Jochen Behle       | 2:14:37,1 |
| 30    | SUI  | Hans Diethelm      | 2:14:41,6 |
| 41    | AUT  | Markus Gandler     | 2:17:21,8 |
| 42    | AUT  | Andreas Ringhofer  | 2:18:00,4 |
| 47    | SUI  | André Jungen       | 2:20:32,1 |
| 52    | AUT  | Martin Standmann   | 2:24:19,6 |

Datum: 22. Februar 1992, 10:00 Uhr 
Höhendifferenz: 112 m; Maximalanstieg: 61 m; Totalanstieg: 1773 m 
73 Teilnehmer aus 29 Ländern, davon 67 in der Wertung.

### 4 × 10 km Staffel
| Platz | Land / Athlet                                                                             | Zeit                                                        |
| ----- | ----------------------------------------------------------------------------------------- | ----------------------------------------------------------- |
| 1     | Norwegen Terje Langli Vegard Ulvang Kristen Skjeldal Bjørn Dæhlie                         | 1:39:26,0 h 25:25,6 min 24:25,3 min 25:17,9 min 24:07,2 min |
| 2     | Italien Giuseppe Puliè Marco Albarello Giorgio Vanzetta Silvio Fauner                     | 1:40:52,7 h 26:01,8 min 25:01,4 min 24:41,2 min 25:08,3 min |
| 3     | Finnland Mika Kuusisto Harri Kirvesniemi Jari Räsänen Jari Isometsä                       | 1:41:22,9 h 25:25,9 min 25:01,4 min 26:06,1 min 24:49,5 min |
| 4     | Schweden Jan Ottosson Christer Majbäck Henrik Forsberg Torgny Mogren                      | 1:41:23,1 h 25:24,9 min 26:06,1 min 25:23,6 min 24:28,5 min |
| 5     | Vereintes Team Andrei Kirillow Wladimir Smirnow Michail Botwinow Alexei Prokurorow        | 1:43:03,6 h 26:00,0 min 24:43,4 min 25:02,6 min 27:17,6 min |
| 6     | Deutschland Holger Bauroth Jochen Behle Torald Rein Johann Mühlegg                        | 1:43:41,7 h 26:31,4 min 25:48,2 min 26:42,4 min 24:39,7 min |
| 7     | Tschechien Radim Nyč Luboš Buchta Pavel Benc Václav Korunka                               | 1:44:20,0 h 27:05,6 min 25:23,8 min 25:48,2 min 26:02,4 min |
| 8     | Frankreich Patrick Rémy Philippe Sanchez Stéphane Azambre Hervé Balland                   | 1:44:51,1 h 26:39,0 min 26:35,6 min 26:15,2 min 25:21,3 min |
| 9     | Österreich Alois Schwarz Alois Stadlober Alexander Marent Andreas Ringhofer               | 1:45:56,6 h 26:33,3 min 25:54,1 min 26:21,1 min 27:08,1 min |
| 10    | Estland Andrus Veerpalu Jaanus Teppan Elmo Kassin Urmas Välbe                             | 1:46:33,3 h                                                 |
| 11    | Kanada Dany Bouchard Wayne Dustin Yves Bilodeau Darren Derochie                           | 1:47:52,0 h                                                 |
| 12    | USA John Aalberg Ben Husaby John Bauer Luke Bodensteiner                                  | 1:48:15,8 h                                                 |
| 13    | Bulgarien Iwan Smilenow Iskren Plankow Petar Sografow Slawtscho Batinkow                  | 1:51:28,0 h                                                 |
| 14    | Spanien Jordi Ribó Carlos Vicente Antonio Cascos Juan Jesús Gutiérrez                     | 1:52:05,3 h                                                 |
| 15    | Südkorea Park Byung-chul Ahn Jin-soo Wi Jae-wook Kim Kwang-rae                            | 2:01:01,4 h                                                 |
| 16    | Griechenland Dimitris Tsourekas Timoleon Tsourekas Nikos Anastasiadis Athanasios Tsakiris | 2:05:46,4 h                                                 |

Datum: 18. Februar 1992, 09:30 Uhr 
Höhendifferenz: 63 m (klass.) / 73 m (Freistil); Maximalanstieg: 41 m (klass.) / 54 m (Freistil); Totalanstieg: 394 m (klass.) / 402 m (Freistil) 
16 Staffeln am Start, alle in der Wertung.

## Ergebnisse Frauen

### 5 km klassisch
| Platz | Land | Athletin              | Zeit (min) |
| ----- | ---- | --------------------- | ---------- |
| 1     | FIN  | Marjut Lukkarinen     | 14:13,8    |
| 2     | EUN  | Ljubow Jegorowa       | 14:14,7    |
| 3     | EUN  | Jelena Välbe          | 14:22,7    |
| 4     | ITA  | Stefania Belmondo     | 14:26,4    |
| 5     | NOR  | Inger Helene Nybråten | 14:33,3    |
| 6     | EUN  | Olga Danilowa         | 14:37,2    |
| 7     | EUN  | Larissa Lasutina      | 14:41,7    |
| 8     | NOR  | Solveig Pedersen      | 14:42,1    |
| 9     | SWE  | Marie-Helene Westin   | 14:42,6    |
| 10    | NOR  | Elin Nilsen           | 14:50,8    |
|       |      |                       |            |
| 15    | SUI  | Sylvia Honegger       | 15:03,4    |
| 16    | GER  | Gabriele Heß          | 15:03,7    |
| 17    | GER  | Heike Wezel           | 15:04,1    |
| 20    | SUI  | Brigitte Albrecht     | 15:09,5    |
| 27    | GER  | Simone Opitz          | 15:24,9    |
| 32    | SUI  | Barbara Mettler       | 15:33,7    |
| 42    | GER  | Manuela Oschmann      | 16:01,7    |
| 44    | SUI  | Elvira Knecht         | 16:05,5    |

Datum: 13. Februar 1992, 13:00 Uhr 
Höhendifferenz: 63 m; Maximalanstieg: 41 m; Totalanstieg: 197 m 
62 Teilnehmerinnen aus 21 Ländern, alle in der Wertung.

### 10 km Verfolgung Freistil
| Platz | Land | Athletin              | Zeit (min) |
| ----- | ---- | --------------------- | ---------- |
| 1     | EUN  | Ljubow Jegorowa       | 40:08,4    |
| 2     | ITA  | Stefania Belmondo     | 40:44,0    |
| 3     | EUN  | Jelena Välbe          | 40:52,7    |
| 4     | FIN  | Marjut Lukkarinen     | 41:05,1    |
| 5     | NOR  | Elin Nilsen           | 41:26,9    |
| 6     | SWE  | Marie-Helene Westin   | 41:28,2    |
| 7     | NOR  | Inger Helene Nybråten | 41:35,1    |
| 8     | EUN  | Larissa Lasutina      | 41:48.8    |
| 9     | FRA  | Isabelle Mancini      | 41:53,3    |
| 10    | ITA  | Manuela Di Centa      | 42:09,7    |
|       |      |                       |            |
| 12    | GER  | Simone Opitz          | 42:30,3    |
| 13    | SUI  | Sylvia Honegger       | 42:31,7    |
| 14    | GER  | Gabriele Heß          | 42:33,2    |
| 25    | GER  | Heike Wezel           | 43:22,6    |
| 36    | SUI  | Elvira Knecht         | 44:31,2    |
| 37    | SUI  | Brigitte Albrecht     | 44:42,8    |
| 38    | GER  | Manuela Oschmann      | 45:07,2    |
| 42    | SUI  | Barbara Mettler       | 45:30,3    |

Datum: 15. Februar 1992, 13:00 Uhr 
Höhendifferenz: 87 m; Maximalanstieg: 61 m; Totalanstieg: 381 m 
58 Teilnehmerinnen aus 20 Ländern, alle in der Wertung.

### 15 km klassisch
| Platz | Land | Athletin                | Zeit (min) |
| ----- | ---- | ----------------------- | ---------- |
| 1     | EUN  | Ljubow Jegorowa         | 42:20,8    |
| 2     | FIN  | Marjut Lukkarinen       | 43:29,9    |
| 3     | EUN  | Jelena Välbe            | 43:42,3    |
| 4     | EUN  | Raissa Smetanina        | 44:01,5    |
| 5     | ITA  | Stefania Belmondo       | 44:02,4    |
| 6     | FIN  | Marja-Liisa Kirvesniemi | 44:02,7    |
| 7     | NOR  | Inger Helene Nybråten   | 44:18,6    |
| 8     | NOR  | Trude Dybendahl         | 44:31,5    |
| 9     | ITA  | Gabriella Paruzzi       | 44:44,0    |
| 10    | SWE  | Marie-Helene Westin     | 45:00,5    |
|       |      |                         |            |
| 15    | GER  | Manuela Oschmann        | 45:28,8    |
| 16    | SUI  | Sylvia Honegger         | 45:33,7    |
| 19    | GER  | Heike Wezel             | 45:50,6    |
| 25    | SUI  | Natascia Leonardi       | 46:32,7    |

Datum: 9. Februar 1992, 10:00 Uhr 
Höhendifferenz: 107 m; Maximalanstieg: 61 m; Totalanstieg: 564 m 
53 Teilnehmerinnen aus 21 Ländern, davon 50 in der Wertung.

### 30 km Freistil
| Platz | Land | Athletin            | Zeit (h)  |
| ----- | ---- | ------------------- | --------- |
| 1     | ITA  | Stefania Belmondo   | 1:22:30,1 |
| 2     | EUN  | Ljubow Jegorowa     | 1:22:52,0 |
| 3     | EUN  | Jelena Välbe        | 1:24:13,9 |
| 4     | NOR  | Elin Nilsen         | 1:26:25,1 |
| 5     | EUN  | Larissa Lasutina    | 1:26:31,8 |
| 6     | ITA  | Manuela Di Centa    | 1:27:04,4 |
| 7     | SWE  | Marie-Helene Westin | 1:27:16,2 |
| 8     | GER  | Simone Opitz        | 1:27:17,4 |
| 9     | NOR  | Trude Dybendahl     | 1:27:29,8 |
| 10    | FIN  | Marjut Lukkarinen   | 1:27:30,9 |
|       |      |                     |           |
| 15    | GER  | Gabriele Heß        | 1:29:43,8 |
| 17    | SUI  | Brigitte Albrecht   | 1:29:54,3 |
| 19    | SUI  | Sylvia Honegger     | 1:30:16,6 |
| 26    | SUI  | Elvira Knecht       | 1:32:35,6 |
| 31    | SUI  | Natascia Leonardi   | 1:33:21,0 |
| 32    | GER  | Heike Wezel         | 1:33:34,2 |
| 46    | GER  | Ina Kümmel          | 1:36:48,2 |

Datum: 21. Februar 1992, 10:00 Uhr 
Höhendifferenz: 92 m; Maximalanstieg: 61 m; Totalanstieg: 1081 m 
57 Teilnehmerinnen aus 19 Ländern, davon 55 in der Wertung.

### 4 × 5 km Staffel
| Platz | Land / Athletinnen                                                                      | Zeit                                                        |
| ----- | --------------------------------------------------------------------------------------- | ----------------------------------------------------------- |
| 1     | Vereintes Team Jelena Välbe Raissa Smetanina Larissa Lasutina Ljubow Jegorowa           | 0:59:34,8 h 14:51,2 min 15:15,1 min 15:12,7 min 14:15,8 min |
| 2     | Norwegen Solveig Pedersen Inger Helene Nybråten Trude Dybendahl Elin Nilsen             | 0:59:56,4 h 15:14,0 min 14:43,1 min 15:24,4 min 14:34,9 min |
| 3     | Italien Bice Vanzetta Manuela Di Centa Gabriella Paruzzi Stefania Belmondo              | 1:00:25,9 h 16:01,7 min 14:52,1 min 15:23,3 min 14:08,8 min |
| 4     | Finnland Marja-Liisa Kirvesniemi Pirkko Määttä Jaana Savolainen Marjut Lukkarinen       | 1:00:52,9 h 15:49,9 min 15:05,1 min 15:18,0 min 14:39,9 min |
| 5     | Frankreich Carole Stanisière Sylvie Giry-Rousset Sophie Villeneuve Isabelle Mancini     | 1:01:30,7 h 16:02,5 min 15:41,0 min 15:22,0 min 14:25,2 min |
| 6     | Tschechien Ľubomíra Balážová Kateřina Neumannová Alžbeta Havrančíková Iveta Zelingerová | 1:01:37,4 h 15:34,8 min 15:13,0 min 15:17,9 min 15:31,7 min |
| 7     | Schweden Carina Görlin Magdalena Wallin Karin Säterkvist Marie-Helene Westin            | 1:01:54,5 h 15:44,2 min 15:23,2 min 16:00,3 min 14:46,8 min |
| 8     | Deutschland Heike Wezel Gabriele Heß Simone Opitz Ina Kümmel                            | 1:02:22,6 h 15:59,1 min 15:07,0 min 15:01,5 min 16:15,0 min |
| 9     | Schweiz Sylvia Honegger Brigitte Albrecht Natascia Leonardi Elvira Knecht               | 1:02:54,1 h 15:28,4 min 15:31,2 min 16:07,4 min 15:47,1 min |
| 10    | Polen Małgorzata Ruchała Dorota Kwaśny Bernadeta Bocek-Piotrowska Halina Guńka          | 1:03:23,0 h                                                 |
| 11    | Kanada Angela Schmidt-Foster Rhonda DeLong Jane Vincent Lucy Steele                     | 1:03:38,5 h                                                 |
| 12    | Japan Miwa Ota Fumiko Aoki Naomi Hoshikawa Yumi Inomata                                 | 1:04:09,3 h                                                 |
| 13    | USA Nancy Fiddler Ingrid Butts Leslie Thompson Betsy Youngman                           | 1:04:48,5 h                                                 |

Datum: 17. Februar 1992, 9:45 Uhr 
Höhendifferenz: 63 m (klass.) / 73 m (Freistil); Maximalanstieg: 41 m (klass.) / 54 m (Freistil); Totalanstieg: 197 m (klass.) / 201 m (Freistil); 
13 Staffeln am Start, alle in der Wertung.